# Enginyeria de transports

Simulació d'una glorieta.

Enginyeria de transports és la branca de l'enginyeria civil i de l'enginyeria industrial que tracta sobre la planificació, disseny i operació de trànsit als carrers, carreteres i autopistes, les seves xarxes, infraestructures, terres confrontants i la seva relació amb els diferents mitjà de transport aconseguint una mobilitat segura, eficient i convenient tant de persones com de mercaderies.
S'entén per enginyeria de transports i vies, el conjunt de coneixements, habilitats, destreses, pràctiques professionals, principis i valors, necessaris per satisfer les necessitats socials sobre mobilitat de persones i béns.
L'enginyeria de transports i vies, és una especialitat de la professió d'enginyeria, basada en l'aplicació de les ciències físiques, matemàtiques, químiques, la tècnica i en general l'enginy, en benefici de la humanitat.

## Planificació de transport
La planificació del transport és el procés de definició de polítiques futures, objectius, inversions i dissenys de planificació espacial per preparar-se per a les necessitats futures de traslladar persones i mercaderies a les destinacions. Tal com es practica avui, és un procés de col·laboració que incorpora les aportacions de moltes parts interessades, incloses diverses agències governamentals, empreses públiques i privades. Els planificadors de transport apliquen un enfocament multimodal i/o integral per analitzar l'àmplia gamma d'alternatives i impactes al sistema de transport per influir en els resultats beneficiosos.
La planificació del transport també es coneix comunament com a planificació del transport en l'àmbit internacional i està relacionada amb l'avaluació, l'avaluació, el disseny i la ubicació de les instal·lacions de transport (generalment carrers, carreteres, carrils per a bicicletes i línies de transport públic).

## Teoria
Els aspectes de planificació de l'enginyeria del transport estan relacionats amb elements de planificació urbana, i impliquen decisions de previsió tècnica i factors polítics. La previsió tècnica dels viatges de passatgers sol implicar un model de planificació del transport urbà, que requereix l'estimació de la generació de viatges, la distribució de viatges, l'elecció de mode i l'assignació de rutes. Les previsions més sofisticades poden incloure altres aspectes de les decisions dels viatgers, com ara la propietat d'automòbils, l'encadenament de viatges (la decisió d'enllaçar viatges individuals en un recorregut) i l'elecció de la ubicació residencial o comercial (el que es coneix com a previsió de l'ús del sòl). Els viatges de passatgers són el centre d'atenció de l'enginyeria del transport perquè solen representar el pic de demanda de qualsevol sistema de transport.
Una revisió de les descripcions de l'àmbit de diversos comitès indica que, tot i que la planificació i el disseny d'instal·lacions segueixen sent el nucli del camp de l'enginyeria del transport, àrees com ara la planificació d'operacions, la logística, l'anàlisi de xarxes, el finançament i l'anàlisi de polítiques també són importants, especialment per als que treballen al transport urbà i per carretera. El National Council of Examiners for Engineering and Surveying (NCEES) enumera en línia els protocols de seguretat, els requisits de disseny geomètric i la sincronització de senyals.
L'enginyeria del transport s'ocupa principalment de la planificació, el disseny, la construcció, el manteniment i el funcionament de les instal·lacions de transport. Les instal·lacions serveixen per al transport aeri, per carretera, per ferrocarril, per canonades, per aigua i fins i tot espacial. Els aspectes de disseny de l'enginyeria de transport inclouen el dimensionament de les instal·lacions de transport (quants carrils o quanta capacitat té la instal·lació), la determinació dels materials i el gruix utilitzats a paviment, el disseny de la geometria (alineació vertical i horitzontal) de la calçada (o via).
Abans de qualsevol planificació, un enginyer ha de fer el que es coneix com un inventari de la zona o, si escau, del sistema anterior existent. Aquest inventari o base de dades ha d'incloure informació sobre població, ús del sòl, activitat econòmica, instal·lacions i serveis de transport, patrons i volums de viatges, lleis i ordenances, recursos financers regionals i valors i expectatives de la comunitat. Aquests inventaris ajuden l'enginyer a crear models de negoci per completar les previsions precises de les condicions futures del sistema.
Les operacions i la gestió impliquen enginyeria de trànsit, perquè els vehicles circulin sense problemes per la carretera o la via. Les tècniques més antigues inclouen: senyals de trànsit, semàfors, marques viàries i autopistes de peatge. Les noves tecnologies inclouen sistemes de transport intel·ligents, sistemes avançats d'informació al viatger (com panells de missatges variables), sistemes avançats de control del trànsit (com medidors de rampa) i integració d'infraestructures de vehicles. Els factors humans són un aspecte de l'enginyeria del transport, en particular pel que fa a la interfície conductor-vehicle i la interfície d'usuari dels senyals de trànsit, senyals i marques.

### Altres àrees
- Enginyeria aeronàutica
- Enginyeria ferroviària
- Enginyeria de ports
- Enginyeria en Logística i distribució
- Gestió Cadena de subministrament
- Comerç Internacional

Un enginyer especialista en Enginyeria de Transport usualment ha de tenir coneixements en les àrees següents:
- Planificació de transport
- Economia del transport
- Transport en modes actius (vianants i bicicletes)
- Seguretat vial
- Modelització de transport
- Gestió de contractes i concessions
- Enginyeria de trànsit
- Transport públic i massiu
- Operació de sistemes de transport
- Disseny de vies
- Subministrament i compres internacionals (procurement)
- Gestió de transport marítim, aeri i terrestre (nacional i internacional)
- Gestió de Magatzems o Centres de Distribució
- Administració de Flotes

## Enginyeria del trànsit i seguretat viària
L'espacialitat en enginyer de trànsit en comptes de construir nova infraestructura introdueix elements dinàmics o estàtics (Senyals de trànsit, semàfors, panells, sensors, ... que provenen en la seva majoria de la indústria del ferrocarril) per regular i dirigir el trànsit maximitzant la capacitat de la via especialment en llocs congestionats.
Aquesta disciplina aplica la tècnica, tecnologia i principis científics per permetre un moviment eficient i segur d'elements (vehicles o persones) en una facilitat (carrer o carretera). Aquesta disciplina s'encarrega principalment d'estudiar el flux del trànsit en una via contínua i les interseccions viàries. S'encarrega de les funcions i maneres de transport, del transport urbà, de la gestió dels serveis públics de transport, de la demanda, dels costos, de la logística i del finançament de les infraestructures i els serveis de transport.
Les principals línies de treball dels enginyers de trànsit són:
- Planificació de trànsit i transport.
- Senyalització i regulació semafòrica.
- Direcció i enginyeria de trànsit.
- Avaluació i assessorament de l'impacte de trànsit.
- Simulació i modelatge de transport.
- Plans de transport públic.
- Planificació d'esdeveniments especials.
- Política i planificació d'aparcaments.
- Projectes de conversió en zona per a vianants i ciclorutes.
- Sistemes de transport intel·ligent (ITS-Intelligent Transportation System).
- Seguretat viària.
- Anàlisi financera i econòmic de transport.
- Planejament de ports.
- Enquestes i investigació de transport.
- Consultes a la població.

## Modelització del trànsit
Els models de tràfic permeten la modelització macroscòpica de les xarxes de transport i la demanda de transport, la planificació del transport públic i el desenvolupament d'estratègies i solucions de transport. Hi ha programari que permet dur a terme anàlisis integrals del tràfic i ofereix les eines necessàries per completar estudis d'enginyeria de tràfic i afectació viària.
El model SIMCAT és el model de macrosimulació de la demanda del transport desenvolupat per la Direcció General d’Infraestructures de Mobilitat (DGIM) de la Generalitat de Catalunya. El seu objectiu és preveure la mobilitat i la demanda de trànsit i avaluar detalladament les polítiques d’ordenació del territori a tot Catalunya amb un model fiable per donar suport als processos de presa de decisions en relació amb el transport i l’ordenació del territori. El model SIMCAT s'ha desenvolupat al llarg de diversos anys. La versió SIMCAT 2023 inclou el trànsit de transport de passatgers i mercaderies a les hores punta matinals d’un dia feiner. El model es desenvolupa amb el programari PTV Visum des del 2017, quan la Generalitat de Catalunya va transferir el seu model d’un programari Sistema Informació Geogràfica a aquest programari específic de transport que també inclou dades rellevants de regions veïnes de la resta d’Europa. Aquests models permeten avaluar les polítiques de transport i els seus efectes socials, ambientals, espacials, les anàlisis centrades en l’eliminació de peatges o descomptes de peatges, l’impacte de les noves carreteres en la mobilitat de curta i llarga distància, la comparació d’escenaris alternatius de planificació.
L'estudi, anàlisi i aplicació matemàtica i la seva comparació amb altres experiències conjuntament amb la capacitat innovadora són la font de recursos més rica l'enginyer de trànsit.

## Enginyeria de carreteres
Els enginyers d'aquesta especialització
- S'ocupen de la planificació, disseny, construcció i explotació d'autopistes, carreteres i altres instal·lacions per a vehicles, així com de les infraestructures per a bicicletes i vianants.[16]
- Estimar les necessitats de transport de la població i garantir el finançament dels projectes.
- Analitzar la seguretat i la capacitat dels llocs amb major volum de trànsit i col·lisions.
- Utilitzar els principis de l'enginyeria per millorar el sistema de transport
- Utilitzar els tres controls de disseny, que són els conductors, els vehicles i les mateixes carreteres.

## Enginyeria ferroviària
Els enginyers ferroviaris s'encarreguen del disseny, construcció i operació de vies fèrries i sistemes de transport públic que utilitzen una guia fixa (com el tren lleuger).
Les tasques típiques inclouen:
- Determinar l'alineació horitzontal i vertical de les vies fèrries.[18]
- Determinar la ubicació de l'estació
- Dissenyeu segments funcionals d'estacions com línies, andanes, etc.
- Estimar el cost de construcció

Els enginyers ferroviaris treballen per construir una xarxa de transport més neta i segura reinvertint i revitalitzant el sistema ferroviari per satisfer les demandes futures. Els enginyers ferroviaris moltes vegades treballen amb funcionaris electes en temes de transport ferroviari per assegurar-se que el sistema ferroviari satisfaci les necessitats de transport del país.
Els enginyers ferroviaris també poden ingressar al camp especialitzat del despatx de trens, que s'enfoca al control del moviment de trens.

## Enginyeria portuària
Especialització de l'Enginyeria Civil en competències per la construcció i conservació d'obres marítimes. L'enginyeria portuària en particular és la professió en la qual els coneixements de les matemàtiques, l'economia i les ciències físiques obtinguts a partir d'experiències prèvies s'han d'aplicar al projecte en particular amb una comprensió a fons del medi marítim, condicions ambientals, capacitat per estudi de l'onatge. Les competències de l'enginyer especialitzat el capaciten per poder realitzar un projecte d'un port, estudis de dinàmica de costes, obres de protecció costanera, emissaris submarins, instal·lacions a mar obert, entre d'altres.

## El port en la cadena de transport
Els ports són punts de connexió entre diferents modes de transport, com vaixells, camions i trens. Actuen com a centres de distribució i emmagatzematge temporal de mercaderies, facilitant el seu transbordament i posterior enviament a la destinació final. Un port civil és un port de passatgers, càrrega o combinat en funció del trànsit al qual serveixi. El port ha adquirit la seva posició dins del sistema de transport intermodal en constituir un punt nodal entre dos modes de transport. Una modalitat fa referència al transport marítim, als ports fluvials, aquesta modalitat fa referència al transport fluvial. La connexió nodal entre dos modes de transport diferents ha de ser funcional que permeti un moviment eficient i segur de passatgers, càrrega i vehicles. Tot això s'haurà de tenir en compte en el pla director d'un port a l'hora de destinar els terrenys dins del port als diferents usos requerits pel pla, i oferir un esquema d'execució indicatiu per fases d'urbanització.
Com a baula molt important en una cadena total de transport, els ports han estat durant molt de temps la porta d'entrada de mercaderies i persones a les ciutats i països. Els ports serveixen d'intercanviador entre el transport terrestre i marítim i s'utilitzen per agregació o distribució de les mercaderies transportades. La naturalesa canviant dels vaixells i la demanda que més grans volums de càrrega es manipulin als ports amb més rapidesa ha estimulat el desenvolupament de mètodes i tecnologies cada cop més eficients per a la manipulació i transport de càrregues diverses. El canvi revolucionari cap a les noves tecnologies es va produir a la dècada de 1950 amb la introducció de vaixells portacontenidors especialitzats construïts per transportar grans contenidors de càrrega. Inicialment, els contenidors eren manipulats per grues de moll convencionals. La primera grua de contenidors dissenyada especialment es va introduir l'any 1959 i, des de llavors, les grues de manipulació de contenidors han crescut en mida i capacitat de manipulació. La necessitat d'una manipulació eficient dels contenidors va estimular el desenvolupament de nous equips, carretons elevadors pesats, carretons pòrtic, tractors especials i altres.